# Monastère de Talo
Le monastère de Talo est un monastère situé dans les contreforts du Bhoutan, sur les collines surplombant la ville de Punakha, à 2 800 m d'altitude.

## Festival de Talo
Le festival de Talo, organisé par Talo Dzong, est annuel et dure trois jours. Des danses de masques, d'atsara et de zungdra (des danses classiques du groupe Talo) y sont pratiquées, et des chants de Mani Sum y sont interprétés à la fin de chaque journée. Sa valeur est vraiment très religieuse et très sociale.
Ce festival attire de nombreuses personnes, touristes ou habitants, c'est dédié à tout le monde.

## Histoire
Aujourd'hui, le monastère de Talo contient une petite école ascétique contenant 105 prêtres vivant, âgés de 7 à 26 ans.
Le village est entouré de maisons traditionnelles tout le long de la crête.
A part la propreté et l'hygiène du village, ce village est connu pour ses belles femmes.
Les Royal Queen Mothers, quatre reines sœurs du quatrième roi du Bhoutan, appartiennent à la région de Talo.

## Demeure de Zhabdrung
La demeure de Zhabdrung fait partie intégrante du site, grâce à elle, le monastère est communément appelé Talo Geompa.
Après l'achèvement du monastère de Talo, ce temple, deumeure de Zhabdrung, a servi de résidence à la réincarnation de Zhabdrung Ngawang Namgyel.
Ensuite, le temple fut rénové par plusieurs réincarnations de Zhabdrung, y compris Zhabdrung Jigme Norbu, la quatrième incarnation mentale, Zhabdrung Jigme Chogyel, la cinquième incarnation mentale.
Il y a également des statues apportées du Tibet.